# Idaea herbuloti
Idaea herbuloti là một loài bướm đêm trong họ Geometridae.